# 阿西納拉島
41°04′N 8°16′E / 41.067°N 8.267°E

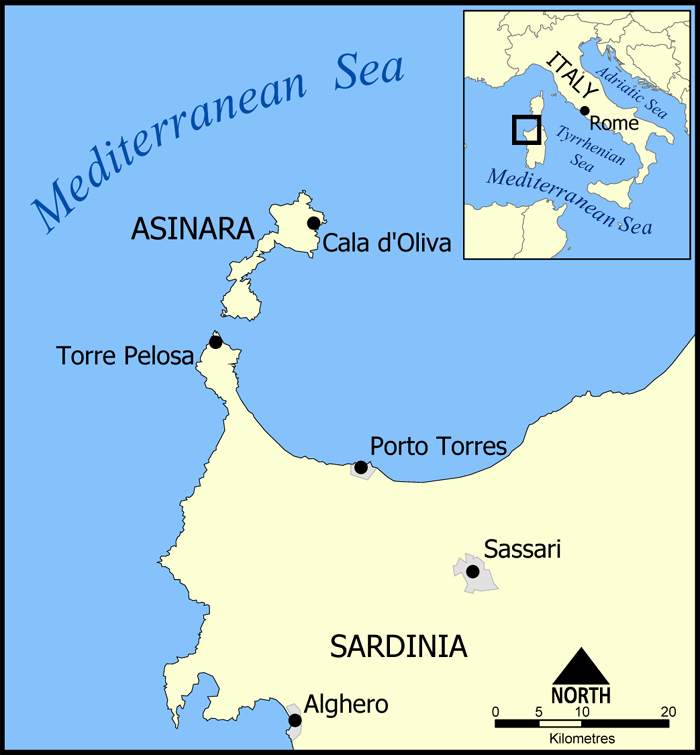

阿西納拉島（義大利語：Asinara）是意大利的島嶼，位於薩丁尼亞島西北部的地中海，由薩薩里省負責管轄，長17.4公里、寬6.4公里，面積50.9平方公里，海岸線长度100公里，最高海拔高度408米，2001年人口僅1人。

## 外部連結
- "Asinara National Park"
- A Collection of Images, mostly the albino donkeys.